# David Zuckerman
David Zuckerman (1962) es un escritor y productor de televisión de California.

## Vida
David Zuckerman se graduó en UCLA por el departamento de Cine y Televisión. Después de dos años con una pequeña agencia literaria, trabajó como ejecutivo en el desarrollo de una comedia para Lorimar-Telepictures. Luego fue a la cadena de televisión NBC como director de programas de comedia como A Different World, Mad About You, Night Court, y Wing.

## Producciones
En primer lugar escribió para The Fresh Prince of Bel-Air (en España El principe de Bel-Air y en Latinoamérica El principe del Rap (En Bel-Air)) y luego pasó a escribir y producir los episodios de King of the Hill  (El rey de la colina en España y Los reyes de la colina en Hispanoamérica). Junto con Seth MacFarlane, desarrolló otra serie para Fox, la serie animada Family Guy  (Padre de Familia en Hispanoamérica y España), y, posteriormente, trabajó en American Dad y Wilfred. También creó dos series de corta duración, The Last Frontier y The Big House.